# Джоанэ, Мирча Дан
Мирча Дан Джоанэ (рум. Mircea Dan Geoană, родился 14 июля 1958, Бухарест) — румынский политик, спикер Сената — верхней палаты Парламента Румынии (Сената Румынии. 2008—2011). Кандидат на пост президента страны на выборах 2009 года, прошедших 22 ноября и 6 декабря. Уступил с минимальным преимуществом своему сопернику Траяну Бэсеску.

## Политическая биография
С 21 апреля 2005 года возглавляет Социал-демократическую партию Румынии (PSD, рум. Partidul Social Democrat). Занимал должность министра иностранных дел с 28 декабря 2000 по 28 декабря 2004 года в кабинете Адриана Нэстасе. С 19 декабря 2008 по 29 ноября 2011 спикер румынского Сената.
В 2009 считался одним из главных претендентов на пост президента Румынии: по итогам первого тура выборов, прошедшего 22 ноября, набрал 31,1 % и вышел во второй тур с Траяном Бэсеску, набравшим 32,4 %. При этом занявший третье место либерал Крин Антонеску исключил возможность сотрудничества с Бэсеску.
Однако во втором туре выборов, по данным на утро 7 декабря, Джоанэ набрал 49,57 % голосов избирателей против 50,43 % у Бэсеску.
17 июля 2019 года он был назначен заместителем генерального секретаря НАТО.

## Политические взгляды
В отличие от Бэсеску, который основное внимание уделял идеям евроатлантизма и сотрудничеству с США и НАТО на Балканах и в Каспийском регионе, Джоанэ неоднократно заявлял о необходимости восстановить и поставить на новый уровень разорванные в годы перестройки связи с Россией, Китаем и Индией, считая их «силами XXI века».
За Джоанэ выразили готовность проголосовать и официальные представители 17 основных национальных меньшинств Румынии — венгров, русских-липован, сербов, армян, немцев, украинцев, турок, евреев и других, имеющие своих депутатов в парламенте страны.